# Brachymeria cowani
Brachymeria cowani är en stekelart som först beskrevs av Kirby 1883.  Brachymeria cowani ingår i släktet Brachymeria och familjen bredlårsteklar. Inga underarter finns listade.